# Ford Explorer
La Ford Explorer è un SUV prodotto dalla casa automobilistica statunitense Ford dal 1990.

## Il contesto
Dalla nascita, l'Explorer appartiene alla categoria delle mid-size, prima come SUV, poi dal 2010 come crossover (sempre mid-size). Ha sostituito il Ford Bronco II. Explorer è stato anche il nome di un allestimento offerto dal 1968 al 1986 e applicato alla gamma della Ford F-Series.
L'Explorer ha contribuito in modo determinante ad aumentare l'interesse del pubblico verso i SUV, che da veicoli quasi di nicchia sono diventati una delle categorie di veicoli più popolari. L'Explorer si posiziona tra il più grande Expedition ed il più piccolo Escape. Sebbene esteriormente simili, l'Explorer e l'Edge non condividono il pianale.
L'Explorer è stato coinvolto in alcune polemiche dopo una serie di incidenti mortali che hanno implicato degli esemplari con pneumatici Firestone.
Sono venduti sia Explorer a quattro porte che a due porte. Quest'ultimo è denominato Explorer Sport. Dal 1995 è disponibile come optional la trazione integrale inseribile, che è un sistema di protezione completa contro i pericoli derivanti dalla guida ad alta velocità.
È anche disponibile una versione denominata Special Service Vehicle, che è utilizzata dalla polizia federale, dai vigili del fuoco oppure come ambulanza. Nel 2011 l'Explorer è stato nominato North American Truck of the Year.

## Prima serie (1991-1994)
L'Explorer è stato lanciato nel marzo del 1991. I primi esemplari erano equipaggiati da un motore V6 da 4 L di cilindrata che erogava 155 CV di potenza. I cambi disponibili erano due, l'A4LD automatico a quattro rapporti e l'M5OD manuale a cinque velocità. Come il Bronco II, che sostituì, anche l'Explorer fu un derivato del Ranger, e quindi fu caratterizzato dall'avere molte delle peculiarità di quest'ultimo. Come il suo concorrente, il Chevrolet S-10 Blazer, l'Explorer era disponibile sia con due che con quattro porte, e sia a trazione posteriore che con trazione integrale. Gli esemplari con quest'ultima erano equipaggiati con un ripartitore centrale di coppia tra asse anteriore e posteriore, di rapporto 13/54 e di marca Borg-Warner, che era disponibile con il Touch Drive, cioè attivabile elettronicamente dal guidatore grazie ad un comando. La trazione integrale inseribile permetteva all'Explorer di essere impostato dalla trazione su un solo asse a quella su quattro ruote a qualunque velocità, sebbene il rapporto più basso tra quelli a quattro ruote motrici fosse innestabile solo a vettura ferma. Gli assi anteriori degli esemplari a trazione integrale erano dei Dana 35 tipo Twin Traction Beam, anche se erano formati anche da alcuni componenti dei Dana 44.
Dal 1993 la potenza del motore, che era installato anteriormente, venne aumentata di 15 CV fino a raggiungere i 170 CV. L'Explorer fu inizialmente disponibile in quattro allestimenti, XL, XLT, Sport (offerto solo con due porte) ed Eddie Bauer. Nel 1993 fu aggiunto l'allestimento Limited, che era disponibile solo nella versione quattro porte, ed era collocato sopra l'allestimento Eddie Bauer. Esso comprendeva un sistema automatico di accensione/spegnimento dei fanali anteriori, uno specchietto retrovisore con funzione antiabbagliamento, una consolle centrale montata sul tettuccio, un termometro esterno, delle ruote ed una calandra unici, ed un cambio automatico installato di serie. Sia la calandra che i fanali anteriori erano verniciati in tinta con la carrozzeria, al contrario quindi degli altri allestimenti che avevano questi componenti verniciati di nero.
L'Explorer a due porte era tecnicamente simile alla versione a quattro porte, ed era offerto sia con trazione posteriore che con trazione posteriore. Esso sostituì il Ford Bronco II due porte, anche se possedeva dimensioni maggiori. Una variante dell'Explorer due porte è stata commercializzata dalla Mazda come Navajo, che vinse il titolo di Motor Trend Truck of the Year nel 1991. Il modello fu tolto di produzione nel 1994.
Le lamentele riguardanti la prima serie dell'Explorer derivarono principalmente dai guai al cambio automatico A4LD, che non era adatto ad essere utilizzato durante il rimorchio di altri veicoli. Oltre a questo, era inadatto anche ad essere accoppiato a un motori potenti, quali erano molti propulsori modificati e montati sugli Explorer. Questi problemi furono mitigati dall'uso di un sistema di refrigerazione del cambio, che era disponibile tramite aftermarket. Anche i mozzi ruota anteriori autobloccabili erano soggetti a problemi ed il cambio manuale, costruito dalla Borg-Warner per la Ford, soffriva di problemi di affidabilità.
Questa serie di Explorer fu assemblata a Louisville, nel Kentucky, a Saint Louis, nel Missouri, ed a Valencia, nel Venezuela.
Inoltre questo modello, la Ford Explorer I venne usato per le riprese di Jurassic Park

### I motori
| Anni      | Tipo/modello                                                    | Potenza | Coppia  |
| --------- | --------------------------------------------------------------- | ------- | ------- |
| 1991-1994 | Cologne 4,0 L di cilindrata, monoalbero 12 valvole, V6, benzina | 155 CV  | 298 N•m |
| 1991-1994 | Cologne 4,0 L, monoalbero, 12 valvole, V6, benzina              | 160 CV  | 298 N•m |

## Seconda serie (1995-2003)
L'Explorer fu coinvolto in un importante aggiornamento esteriore, interno e tecnico nel 1995. Le sospensioni anteriori Twin Traction Beam vennero sostituite da un sistema indipendente comune sulle autovetture. La gamma dell'Explorer offerta, comprendeva in due modelli: il due porte Explorer Sport ed il quattro porte Explorer. Al top degli allestimenti c'era il Limited, che era disponibile solo per la versione quattro porte. Debuttò inoltre il sistema Control Trac, che permetteva di passare alla trazione integrale; questo sistema possedeva una scatola di rinvio a due rapporti che comprendeva tre modalità, Auto, 4 High e 4 Low. Tutti gli Explorer di questa serie avevano il motore anteriore. La trazione era posteriore o integrale.
Nel 1996 furono aggiunti un motore V8 da 5 L di cilindrata e 210 CV di potenza, che era della serie Windsor, ed un cambio a quattro velocità 4R70W ad alte prestazioni. L'altro motore offerto era un V6 da 4 L della serie Cologne, mentre gli altri cambi furono l'M5OD-R1, manuale cinque rapporti, ed il 4R55E, che era automatico a quattro velocità. Nel 1997 fu la volta della trazione integrale permanente, che era disponibile sugli allestimenti XLT, Eddie Bauer e Limited. Un propulsore V6 Cologne monoalbero da 205 CV fu disponibile come optional, insieme ad un cambio automatico a cinque rapporti; entrambi furono offerti dal 1997. L'allestimento XL continuò ad avere installato di serie il motore a valvole in testa da 4 L. Il modello gemello dell'Explorer prodotto dalla Mercury, il Mountaineer, fu lanciato sul mercato nel 1997. Sempre all'inizio del medesimo anno il motore V8 da 5 L ebbe in dotazione una nuova testata, che portò la potenza 215 CV. I modelli che avevano installato questa nuova caratteristica furono denominati modelli 1997¼. L'Explorer equipaggiato con il V8 da 5 L divenne il preferito fra gli appassionati di SUV ad alte prestazioni, e molti componenti sportivi divennero disponibili sul mercato. Ciò era dovuto al fatto molti componenti del motore da 5 L Ford Mustang provenienti dall'aftermarket, erano intercambiabili con le omologhe parti del propulsore dell'Explorer.

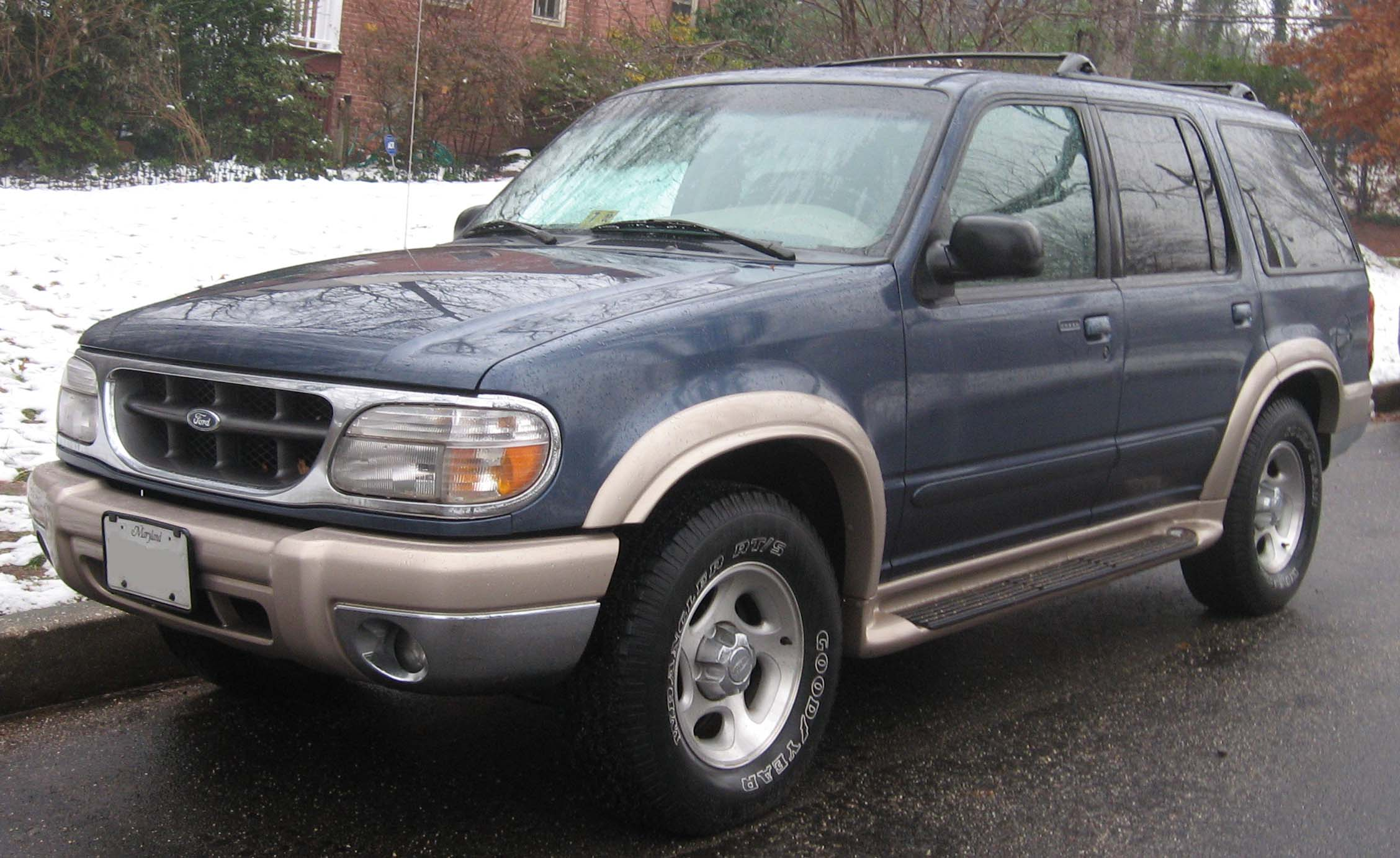
Ford Explorer Eddie Bauer prodotto dal 1998 al 2001

L'Explorer del 1995 fu il primo veicolo prodotto in serie ad aver installato un terzo stop al neon, sistemato al centro nella parte superiore. Questa lampadina fu sostituita da un più convenzionale LED in occasione della rivisitazione del portellone posteriore del 1998. Nel 1999 l'Explorer fu oggetto di una revisione, soprattutto per quanto riguarda la parte anteriore e posteriore, nell'occasione della quale l'allestimento XLS sostituì l'allestimento XL alla base della gamma offerta.
Come l'Explorer base, l'Explorer Sport fu oggetto di un importante aggiornamento nel 1995. L'allestimento Eddie Bauer fu sostituita dall'allestimento Expedition, che era disponibile sugli Explorer due porte. Quest'ultimo allestimento fu offerto solo nel 1995, ed il suo nome fu riutilizzato nel 1997 su un nuovo modello Ford, l'Expedition. Nel 1998 fu aggiornata la parte posteriore.
Solo per il mercato del Regno Unito fu offerto l'allestimento North Face.
Il 2001 vide l'introduzione del Explorer Sport Trac, che era caratterizzato dall'avere un cassone posteriore, che portava questo SUV ad essere, in pratica, un pick-up quattro porte.
Nel 2009, questa generazione dell'Explorer si piazzò tra i primi veicoli rivenduti nel quadro del piano degli incentivi economici dell'anno in questione.
Questa serie di Explorer fu assemblata a Louisville, nel Kentucky, a Saint Louis, nel Missouri, ed a Valencia, nel Venezuela. L'allestimento Sport fu prodotto fino al 2003.
Il passo e la lunghezza dipendevano dagli anni di produzione e dal numero di porte del veicolo. Per i cinque porte, dal 1995 al 1997 fu di 2831 mm e dal 1998 al 2001 di 2834 mm, mentre per i tre porte, dal 1995 al 1999 fu di 2565 mm e dal 2000 al 2003 di 2568 mm. Per quanto riguarda la lunghezza, per i cinque porte, dal 1995 al 1997 fu di 4788 mm, dal 1998 al 2001 di 4826 mm, mentre per i tre porte, dal 1995 al 1997 fu di 4536 mm, dal 1998 al 1999 di 4572 mm e dal 2000 al 2003 di 4562 mm.

### I motori
| Ford Cologne 4 L di cilindrata, V6, monoalbero | Ford Cologne 4 L di cilindrata, V6, monoalbero |
| ---------------------------------------------- | ---------------------------------------------- |
| Anni di produzione                             | 1995–2001                                      |
| Potenza                                        | 160 CV                                         |
| Coppia                                         | 300 N•m                                        |

| Ford Cologne 4 L di cilindrata, V6, monoalbero | Ford Cologne 4 L di cilindrata, V6, monoalbero |
| ---------------------------------------------- | ---------------------------------------------- |
| Anni di produzione                             | 1997–2001                                      |
| Potenza                                        | 205 CV                                         |
| Coppia                                         | 332 N•m                                        |

| Ford Windsor 5 L di cilindrata, V8, monolbero | Ford Windsor 5 L di cilindrata, V8, monolbero |
| --------------------------------------------- | --------------------------------------------- |
| Anni di produzione                            | 1996–2001                                     |
| Potenza                                       | 210 CV                                        |
| Coppia                                        | 380 N•m                                       |

## Terza serie (2002-2005)
L'Explorer quattro porte, e l'omologo Mercury Mountaineer, furono oggetto di restyling nel 2002. In questa occasione persero le similitudini con il Ford Ranger, assumendo una linea che ricordava molto quella dell'Ford Expedition. Infatti, la terza generazione dell'Explorer è confusa frequentemente con la seconda serie del modello citato, dato che possiedono entrambi dei mozzi ruota arrotondati, dei fanali posteriori più larghi e, più in generale, delle forme piuttosto arrotondate.
I motori disponibili erano due, un V6 monoalbero da 4 L di cilindrata da 210 CV di potenza e 344 N•m di coppia, ed un V8 da 4,6 L, 16 valvole e 203 CV. Il propulsore era installato anteriormente, mentre la trazione era posteriore oppure integrale. Per la prima volta fu offerta la terza fila di sedili, che portò la capienza totale di sette passeggeri. Come trasmissioni, erano offerti il cambio manuale M5OD-R1HD a cinque rapporti, e due cambi automatici a cinque velocità, il 5R55W ed il 5R55S. Il primo era della Mazda, mentre gli ultimi due erano della Ford. Gli allestimenti disponibili furono lo Sport Value, lo Sport Choice, l'XLS, lo Sport Premium, l'XLT, l'Eddie Bauer ed il Limited, che era al top della gamma.
All'inizio del 2002, la Ford installò sull'Explorer e sul Mercury Mountaineer, ma non sull'Explorer Sport, delle sospensioni posteriori interamente indipendenti, che sostituirono l'assale rigido delle precedenti serie di Explorer. In questo nuovo sistema ogni ruota del retrotreno era collegata al differenziale attraverso un asse motore composto da due semiassi. I benefici delle sospensioni posteriori completamente indipendenti concernevano la guidabilità, il comfort e la stabilità del veicolo. Questi vantaggi erano noti da diversi anni, e quindi molti veicoli a posteriore o integrale utilizzavano questo tipo di sospensioni; alcuni esempi di modelli che avevano installato questo sistema erano l'Hummer H1 e il Mercedes-Benz ML. Comunque, la Ford installò questo tipo di sospensioni soprattutto a causa della cattiva nomea dell'Explorer, che era tristemente famoso per alcuni ribaltamenti, con conseguenze mortali per i passeggeri, che occorsero a diversi esemplari delle precedenti serie. Tutti gli Explorer che furono coinvolti in questi incidenti possedevano delle sospensioni non indipendenti, e molti di essi avevano degli pneumatici che la Ford giudicò difettosi.
Quando l'Explorer fu rivisto nel 2002, l'Explorer Sport continuò ad essere prodotto immutato ancora per un anno. A causa del generale calo di vendita dei SUV a due porte, l'Explorer Sport che aveva questa caratteristica fu tolto di produzione nel 2003. Nelle Filippine questa serie di Explorer fu invece in vendita fino al 2006.
Anche questa generazione di Explorer fu assemblata a Louisville, nel Kentucky, a Saint Louis, nel Missouri, ed a Valencia, nel Venezuela.
Il passo dipendeva dagli anni di produzione; fu di 2.888 mm dal 2002 al 2003 e 2890 mm dal 2004 al 2005.

### I motori
| Anni      | Tipo/modello                                                    | Potenza | Coppia  |
| --------- | --------------------------------------------------------------- | ------- | ------- |
| 2002-2005 | Cologne 4,0 L di cilindrata, monoalbero 12 valvole, V6, benzina | 210 CV  | 344 N•m |
| 2002-2005 | Modular 4,6 L, monoalbero, 16 valvole, V6, benzina              | 239 CV  | 382 N•m |

## Quarta serie (2006-2010)
L'Explorer ed il Mountaineer vennero rivisti nel 2006. Fu utilizzato un nuovo telaio prodotto dalla Magna International che sostituì quello fabbricato dalla Tower Automotive. L'Explorer fu ingrandito poiché il Ford Freestyle (più tardi chiamato Ford Taurus X) fu posto tra esso e l'Escape. A parte questo, vennero anche aggiornati gli interni, le sospensioni posteriori e venne dotato di un comando elettrico per l'abbattimento della terza fila di sedili. Predellini ad estrazione elettrica (come quelli della Lincoln Navigator) che si abbassavano permettevano un più facile accesso all'abitacolo. Questi predellini erano poi retratti per consentire la chiusura delle porte. A differenza degli Explorer precedenti, non erano disponibili esemplari con guida a destra. In Giappone, dove si guida a sinistra, era però disponibile con guida a sinistra invece che a destra; infatti, nel paese asiatico gli esemplari con questa caratteristica sono considerati prestigiosi.
A differenza delle generazioni posteriori, il lunotto del portellone posteriore fu fabbricato in un solo pezzo. Fu presa questa decisione per le frequenti formazioni di crepe sul pannello in plastica posizionato sotto il lunotto.
I motori disponibili erano due, un V6 da 4 L di cilindrata e 210 CV di potenza, ed un V8 da 4,6 L, 24 valvole e 292 CV. Quest'ultimo, che era al top della gamma, era simile al propulsore montato sulla quinta generazione della Mustang. Con questo motore era disponibile il cambio automatico 6R a sei rapporti. L'altro cambio disponibile era il 5R55S manuale a cinque velocità.
L'Explorer vinse il premio di auto dell'anno del Nord America nel 2006. Nello stesso anno alla gamma si aggiunse un nuovo Sport Trac. A differenza del suo predecessore dell'anno precedente, monta come optional un motore V8 ed è basato su un pianale più grande.
Nel 2007 fu aggiunto alla gamma offerta un modello speciale SVT chiamato Sport Trac Adrenalin. Esso possedeva una versione sovralimentata del motore V8 da 4,6 L di cilindrata che erogava 390 CV di potenza. È stato il successore dell'F-Series Lightning. Dopo breve tempo è stato tolto di listino a causa del piano di ristrutturazione della Ford conosciuto come The Way Forward.
Nel 2008 la Ford aggiunse airbag laterali a tendina. Il navigatore satellitare fu dotato di controllo vocale. Nel 2009 l'Explorer ebbe in dotazione, tra l'equipaggiamento di serie, il controllo dell'ondeggiamento del rimorchio e la funzione del navigatore satellitare che permetteva il monitoraggio del traffico e la comunicazione dei prezzi dei carburanti del distributore di benzina più vicino. Nel 2010 su tutti gli Explorer venne montato di serie il sistema di sicurezza MyKey.
Anche questa serie di Explorer fu assemblata a Louisville, nel Kentucky, a Saint Louis, nel Missouri, ed a Valencia, nel Venezuela.
L'altezza dipendeva dagli anni di produzione; fu di 1.803 mm dal 2006 al 2007, 1.849 mm nel 2008 e 1.826  mm dal 2009 al 2010.

### I motori
| Anni                  | Tipo/modello                                                    | Potenza | Coppia            |
| --------------------- | --------------------------------------------------------------- | ------- | ----------------- |
| 2006-2010             | Cologne 4,0 L di cilindrata, monoalbero 12 valvole, V6, benzina | 210 CV  | 344 N•m           |
| 2006-2008 / 2008-2010 | Modular 4,6 L, monoalbero, 16 valvole, V6, benzina              | 292 CV  | 407 N•m / 427 N•m |

## Quinta serie (2011-2019)

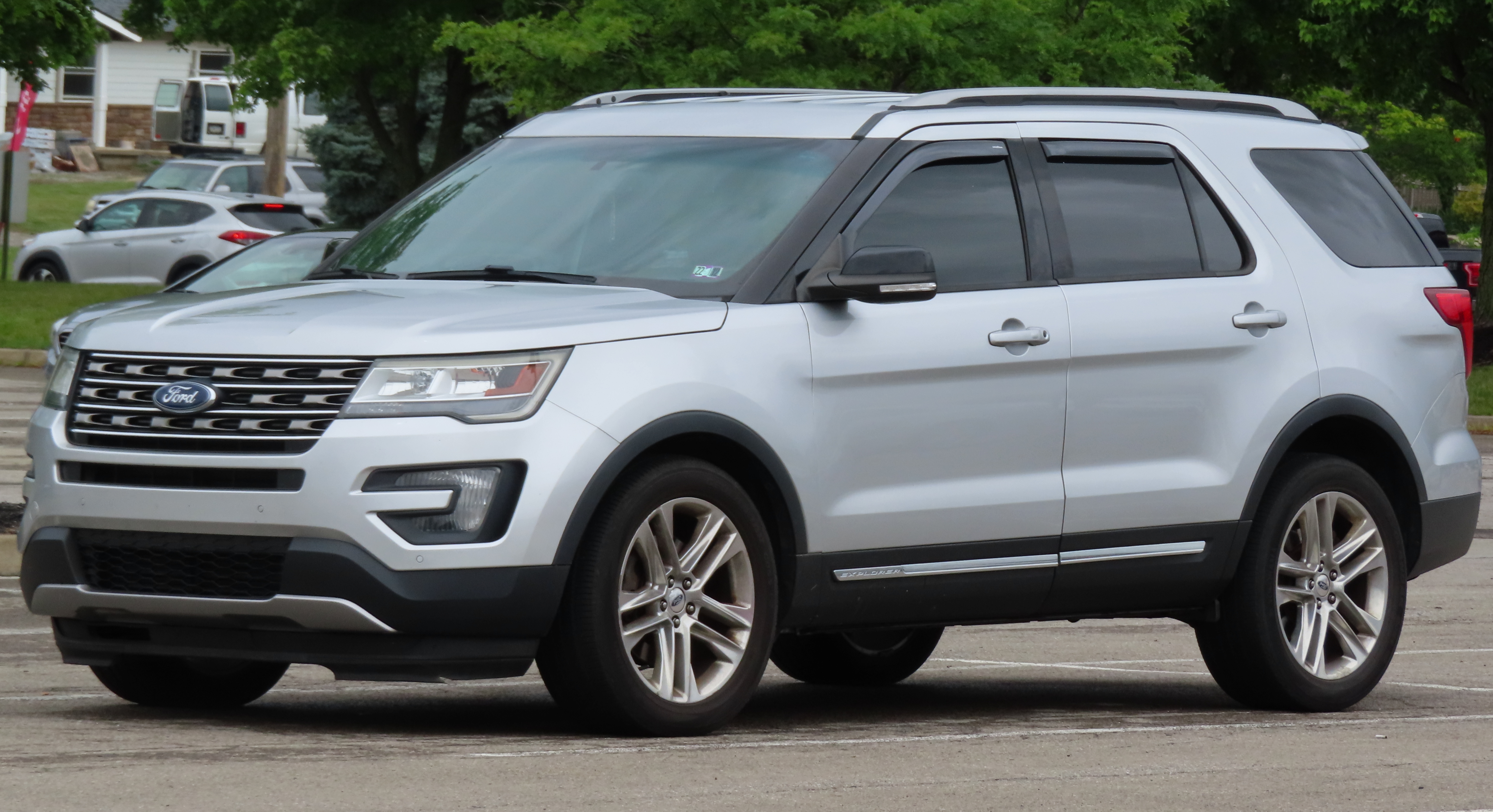
Restyling 2016

La quinta serie dell'Explorer possiede un corpo vettura a monoscocca che è basato sul pianale D4 della Ford; quest'ultimo, a sua volta, deriva dalla piattaforma D3, sempre della Ford. Il nuovo Explorer possiede il primo, il secondo ed il quarto montante oscurati, in modo da creare l'effetto di un “tetto sospeso in aria”, caratteristica simile a quanto si può trovare sui SUV della Land Rover. La Ford utilizza questo tipo di tettuccio sul Ford Flex. Il terzo montante a partire da quello anteriore di questa generazione di Explorer è in tinta con la carrozzeria. Questa serie di Explorer possiede inoltre dei fanali anteriori e posteriori dal disegno “a gradino”, che sono simili dunque a quelli del Flex, dell'Escape, dell'Expedition e dell'F-150. La calandra possiede tre barre orizzontali, che si possono trovare anche sulla sesta serie della Taurus.
Il progettista capo di questa serie dell'Explorer è Jim Holland, che ha lavorato anche per la Land Rover.
La quinta serie dell'Explorer, sviluppata sotto il codice interno U502, ha fatto il suo debutto il 26 luglio 2010. La Ford ha creato anche un'apposita pagina Facebook. L'assemblaggio della quinta serie dell'Explorer è stato spostato a Chicago, dove è prodotta insieme alla Ford Taurus ed alla Lincoln MKS. Lo stabilimento di Louisville, dove furono costruite le serie precedenti dell'Explorer, fu convertito nella produzione di modelli Ford basati sul pianale C1. Come l'Escape, anche questa serie di Explorer è commercializzata come SUV invece che come crossover SUV, che è la sua reale categoria. È stato messo in vendita all'inizio del 2011.
Anche questa serie aveva installato il motore anteriormente. La trazione era anteriore o integrale. I propulsori utilizzati furono due, un EcoBoost a quattro cilindri in linea da 2 L di cilindrata, ed un V6 Duratec da 3,5 L. Il cambio disponibile era automatico a sei rapporti.
Questa serie di Explorer fu assemblata a Chicago, nel Illinois, a Valencia, nel Venezuela e nel Tatarstan, in Russia.

### Restyling 2016
Il rinnovato Ford Explorer per il restyling del 2016 ha debuttato al Los Angeles Auto Show 2014, con parte anteriore, cofano e paraurti inferiori ridisegnati, fari anabbaglianti a LED standard e fendinebbia ispirati alla Ford F-150 di tredicesima generazione.
Anche la parte posteriore dell'Explorer è stata rinnovata con luci posteriori a LED rinnovate e doppi scarichi. L'aggiornamento del 2016 ha portato il motore a quattro cilindri EcoBoost da 2,3 litri della Ford Mustang VI del 2015.

### I motori
| Anni                                            | Tipo/modello                                                 | Potenza | Coppia  |
| ----------------------------------------------- | ------------------------------------------------------------ | ------- | ------- |
| 2012-2015                                       | EcoBoost 2,0 L di cilindrata, monoalbero 12 valvole, benzina | 240 CV  | 366 N•m |
| 2016-2019                                       | EcoBoost 2,3 L, monoalbero, 12 valvole, benzina              | 280 CV  | 420 N•m |
| 2011-2019                                       | Duratec 3,5 L, monoalbero, 12 valvole, V6, benzina           | 290 CV  | 346 N•m |
| 2013-2019                                       | EcoBoost 3,5 TT L, monoalbero, 12 valvole, V6, benzina       | 365 CV  | 475 N•m |
| 2013-2019 (solo per Police Interceptor Utility) | Cyclone 3,7 L, monoalbero, 24 valvole, V6, benzina           | 304 CV  | 378 N•m |

## Sesta serie (2019-)
La sesta serie viene presentata il 9 gennaio 2019 al North American International Auto Show. A differenza della precedente, questa serie è costruita sul nuovo pianale Ford CD6, utilizzato anche dal nuovo Lincoln Aviator. Tra le novità è presente anche una speciale versione turbo, chiamata Explorer ST assieme ad una versione con motore ibrido.
La sesta generazione dell’Explorer, soltanto in versione ibrida plug-in, è importata ufficialmente in tutti i paesi dell’Unione europea e dell’EFTA oltre alla Russia e a diversi paesi della CSI. Non è commercializzata nel Regno Unito e in Irlanda. 
Negli Stati Uniti è disponibile anche un Explorer Hybrid con un V6 depotenziato da 3,3 litri e una batteria agli ioni di litio da 1,5 kWh che produce una potenza combinata di 318 CV (237 kW). In Europa è disponibile una versione ibrida plug-in che include un motore a benzina V6 da 3,0 litri da 350 CV (261 kW), un motore elettrico da 100 CV (75 kW) e una batteria agli ioni di litio da 13,6 kWh per una potenza combinata di 450 CV (336 kW) e (813 N⋅m)

### Restyling 2024
Il restyling del Ford Explorer di sesta generazione è stato presentato il 1 febbraio 2024, per l'anno modello 2025. Presenta un cruscotto anteriore ridisegnato con una griglia più grande, fari e luci posteriori rivisti e più eleganti e interni rivisti con l'aggiunta di un display da 13,2 pollici. touchscreen e quadro strumenti digitale da 12,3 pollici, di serie su tutti i modelli.

### I motori
| Anni      | Tipo/modello                                                 | Potenza | Coppia  |
| --------- | ------------------------------------------------------------ | ------- | ------- |
| 2020-     | EcoBoost 2,3 L di cilindrata, monoalbero 12 valvole, benzina | 300 CV  | 420 N•m |
| 2020-2024 | Cyclone 3,3 L, monoalbero, 24 valvole, V6, ibrido            | 318 CV  | 450 N•m |
| 2020-     | Cyclone 3,3 L, monoalbero, 24 valvole, V6, benzina           | 285 CV  | 353 N•m |
| 2020-     | EcoBoost 3,0 L TT, monoalbero, 12 valvole, V6, benzina       | 400 CV  | 563 N•m |
| 2020-2021 | EcoBoost 3,0 L TT, monoalbero, 24 valvole, V6, benzina       | 365 CV  | 515 N•m |